# Odile Vuillemin
Pour les articles homonymes, voir Vuillemin.
Odile Vuillemin, née le 8 juillet 1976 à Châlons-sur-Marne, est une actrice française.

## Biographie
Odile Vuillemin est née dans la Marne d'un père ingénieur et d'une mère au foyer, avec quatre sœurs dont une jumelle (Sophie),. Elle déménage avec sa famille à Metz.
Après une classe préparatoire HEC, elle étudie à Paris la sociologie, la psychologie et les langues étrangères (chinois et tahitien). Elle souhaite devenir ethnologue mais se découvre une passion pour le théâtre. Elle abandonne ses études et suit les cours Simon puis décroche en 2001, un premier rôle au cinéma dans Le Doux amour des hommes.
De 2009 à 2016, elle joue sur TF1 le personnage de Chloé Saint-Laurent dans la série à succès Profilage. Le 4 décembre 2016, elle annonce son départ au début de la septième saison.
Elle reçoit le prix de la meilleure actrice au Festival de télévision de Monte-Carlo 2016 pour son rôle de femme battue dans L'Emprise,.

## Filmographie
Sauf indication contraire, les informations mentionnées dans cette section peuvent être confirmées par la base de données cinématographiques IMDb,  présente dans la section « Liens externes ».

### Cinéma
- 2002 : Le Doux Amour des hommes de Jean Paul Civeyrac : Loulouse
- 2003 : Quand j'étais porno, court métrage de Michel Cammeo : Porna
- 2004 : Podium de Yann Moix : Odile
- 2004 : À tout de suite de Benoît Jacquot : Lucienne
- 2004 : Un long dimanche de fiançailles de Jean-Pierre Jeunet
- 2008 : Sit In, court métrage de Frédéric Dubreuil : Mathilde
- 2008 : Rive glauque, court métrage de Steven Ada et Éric Poulet[7]
- 2009 : Cyprien de David Charhon : Sidonie, une employée de l'entreprise
- 2010 : Vrai semblant, court métrage d'Alexis Duflos : Léa Lucciani
- 2011 : J'aime regarder les Filles de Frédéric Louf : Marie-Ange Bramsi
- 2012 : Furax de Nathan George
- 2013 : Amour et Turbulences de Alexandre Castagnetti : une ex d'Antoine

### Télévision
- 2007 : C'est votre histoire, épisode Double face réalisé par Philippe Lefebvre : Coralie
- 2009 - 2016 : Profilage, série créée par Fanny Robert et Sophie Lebarbier, saisons 1 à 7 : Chloé Saint-Laurent, criminologue
- 2011 : Xanadu, épisode 3 réalisé par Daniel Grou et épisode 7 réalisé par Jean-Philippe Amar : Coralie, ex-actrice X
- 2015 : L'Emprise de Claude-Michel Rome : Alexandra Lange
- 2016 : Entre deux mères de Renaud Bertrand : Sarah
- 2017 : Les Crimes silencieux de Frédéric Berthe : Tess Borski
- 2018 : Né sous silence de Thierry Binisti : Sophie Humbert
- 2018 : Piégés de Ludovic Colbeau-Justin : Elsa
- 2018 : Les Innocents, mini-série réalisée par Frédéric Berthe : Hélène Siquelande
- 2019 : Un homme parfait de Didier Bivel : Daphné
- 2019 : La Dernière Vague, mini-série réalisée par Rodolphe Tissot : Cathy Alcorta
- 2020 : Pourquoi je vis de Laurent Tuel : Laurence Lemarchal
- 2021 : Il est elle de Clément Michel : Sabine
- 2021 : Deux femmes d'Isabelle Doval : Colette Chevreau
- 2022 : L'Homme de nos vies de Frédéric Berthe : Camille Neva
- 2022 : Prométhée de Christophe Campos : Marie
- 2024 : Rivière-Perdue de Jean-Christophe Delpias : Marion Casteran
- 2024 : Un Soupçon de Philippe Dajoux : Isabelle Dubreuil
- 2024 : Signalements d'Éric Métayer : Véronique

## Théâtre
- 2000 : Skylight de David Hare, Théâtre de l'Atelier
- 2001 : Performance pour l'artiste brésilien Tunga, Jeu de paume (centre d'art)
- 2008 : Oscar de Claude Magnier, mise en scène Philippe Hersen, Théâtre du Gymnase Marie Bell, Théâtre de Paris

## Musique
- 2006 : Ainsi soit-il[8]
- 2006 : Plus de substance
- 2007 : On se délaisse

## Publication
- Latitudes - Sillonner le monde pour trouver son propre chemin, Michel Lafon, 2022, ouvrage qui fait l'objet d'une exposition du 1er au 11 juin 2022 à la Galerie 15, Paris[9],[10].

## Distinctions

### Récompenses
- Festival de télévision de Monte-Carlo 2016 : Meilleure actrice pour L'Emprise
- Festival TV de Luchon 2022 :  Prix d'interprétation pour un duo pour Deux femmes[11]

### Décoration
- Chevalier de l'ordre des Arts et des Lettres (promotion été 2020)[12].